# Franz Schädler
Franz Schädler, född 3 mars 1968 i Vaduz, är en liechtensteinsk före detta fotbollsspelare, senare tränare och president i klubben FC Triesenberg.
Han gjorde Liechtensteins landslags första mål i en tävlingsmatch på hemmaplan, i en 1–11-förlust mot Makedonien i kvalet till VM i Frankrike 1998.
Hela sin klubblagskarriär spelade Schädler för liechtensteinska klubbar, mestadels FC Triesenberg. Efter spelarkarriären har han fortsatt engagera sig för klubben. Han var varit tränare såväl som president för Triesenberg.
Schädler har verkat för gratis kollektivtrafik i Liechtenstein.